# José María Lacarra y de Miguel
José María Lacarra y de Miguel (Estella, 24 de maig de 1907 - Saragossa, 6 d'agost de 1987) va ser un historiador, filòleg, medievalista i heraldista navarrès, l'especialitat del qual va ser l'estudi de la història d'Aragó i de Navarra. Va ser també catedràtic d'Història Medieval en la Universitat de Saragossa, ja que va exercir durant més de quaranta anys fins a la seva mort.

## Vida
El 1923 va viatjar a Madrid, on va realitzar simultàniament estudis de Dret i Història. Alumne de Gómez Moreno, Millares Carlo i Sánchez-Albornoz, el 1930 es va graduar i ingressa aquest mateix any al Cos Facultatiu d'Arxivers, Bibliotecaris i Arqueòlegs, amb destinació en l'Arxiu Històric Nacional. El 1933 obté el seu doctorat en Història i la seva llicenciatura en Història. Va poder obtenir una beca per estudiar en París de 1933 a 1934.
Durant la Guerra Civil Espanyola, Lacarra realitza una fecunda labor de salvar el tresor bibliogràfic espanyol. Una vegada conclosa la guerra, va marxar a Saragossa. El 1940 se li assigna la càtedra d'Història Medieval, que impartiria fins a la seva mort.
El 1941 funda el Centre d'Estudis Medievals d'Aragó. Cridat per la Diputació Foral de Navarra va organitzar excavacions arqueològiques i restauracions, les que recolliria en la seva revista Príncipe de Viana.
Para 1945 va fundar una revista titulada Estudios de Edad Media de la Corona de Aragón. Entre 1949 i 1967 dirigeix la Facultat de Filosofia i Lletres de la Universitat de Saragossa, on va reorganitzar el sistema creant fins i tot nous departaments. Va estar al capdavant d'altres institucions, com l'Escola d'Estudis Medievals, la Universitat d'Estiu de Jaca i l'Arxiu de Protocols de Saragossa.
Destaca la seva labor com a conferenciant al llarg de la seva carrera, no només a Espanya sinó en la resta del món. Va presentar els seus estudis sobre l'Edat Mitjana espanyola en Roma, Estocolm i Texas. Va ser convidat com a professor a diverses universitats, entre elles la prestigiada Universitat de Berkeley. Nomenat doctor honoris causa per la Universitat de Deusto el 1982 i per la de Saragossa el 1985, la de Navarra li va conferir tal distinció a títol pòstum el 1989.

## Obra
Els llibres de Lacarra se centren principalment en l'estudi d'Aragó i Navarra en l'edat mitjana, des de la conquesta de Saragossa per Alfons I el Bataller fins als honors i tinences d'Aragó en el segle xi. Va brindar especial importància al desenvolupament urbà dels nuclis aragonesos de població, sobretot Jaca. Com a biògraf, Lacarra va analitzar la vida i la psicologia del Bataller, personatge que sempre el va captivar.
Principals treballs de Lacarra:
- Historia política del reino de Navarra (Caja de Ahorros de Navarra, Pamplona, 1972)
- Aragón en el pasado (Col. Austral, Espasa-Calpe, Madrid, 1972)
- Zaragoza en la Alta Edad Media (Historia de Zaragoza, I, Zaragoza, 1976)
- Alfonso I el Batallador (Guara editorial, Zaragoza, 1978)
- Colonización, parias, repoblación y otros estudios, 1981
- Documentos para el estudio de la Reconquista y repoblación del valle del Ebro, 1981-1985
- Investigaciones de Historia navarra, 1983
- Estudios dedicados a Aragón, 1987